# Haro
|  | Per a altres significats, vegeu «Haro (desambiguació)». |

Haro és un municipi de La Rioja a la comarca d'Haro. El 2006 tenia 10.965 habitants. És la població més important de la denominada Rioja Alta. Confronta amb la província de Burgos per les Muntanyes Obarenes al nord i amb la província d'Àlaba per l'Ebre a l'est. La ciutat té al nord al riu Tirón, un afluent de l'Ebre per l'esquerra al que s'aboca poc després de creuar les vies del tren Castejón-Bilbao i la carretera nacional 124.

## Llocs de la ciutat
Prop del riu Ebre hi ha el parc Iturrimurri. Al nord, a la riba del Tirón, a un costat (el més allunyat de la ciutat) hi ha un càmping que porta el nom de la ciutat i al costat interior la zona esportiva; el centre se situa més aviat cap al nord-est, i al sud hi ha el turó de Santa Lucía; en aquesta zona hi ha nombroses tavernes que serveixen els pintxos amb una beguda curta, sovint vi de rioja.
Els llocs més destacats són la important església parroquial de Santo Tomás, cap a la via fèrria, a l'est de la zona del centre (però a tocar d'aquesta); la basílica de Nuestra Señora de la Vega, a l'oest de la zona del centre (prop de l'avinguda de Bretón de los Herreros) i al costat l'estació enològica, amb un museu del vi; una plaça de braus; l'Ajuntament; la zona recreativa El Viano i, al costat, la font del Moro.

## Cellers
Haro destaca per la gran quantitat de cellers a la població i entorn, centre del vi amb denominació "rioja". Els cellers principals són:
- Martínez Lacuesta
- CVNE
- Paternina
- Bilbainas
- Carlos Serres
- Ramón Bilbao
- Gómez Cruzado
- López de Heredia
- Roda
- Berceo
- La Rioja Alta
- Rioja Santiago
- Lecanda
- Muga
- Gutiérrez Andrés S.L.
- Ibaiondo
- Viña Olábarri

## Història
Hi ha diverses teories sobre la fundació d'Haro, prenent-se com la més realista la de Domingo Hergueta, qui argumentava sobre l'existència d'un villorrio que cuidava el far del turó de la Mota que enllumenava la desembocadura del riu Tirón en l'Ebre, ja que aquesta zona era navegable. La vila rebria el nom d'aquest far, que evolucionaria, com el castellà, transformant-se en Haro.
La zona va estar poblada per berons. Durant la Hispània romana en els riscos de Bilibio es va construir un castrum de defensa que era denominat Castrum Bilibium. La primera al·lusió a Haro data del 1040, en un document del rei navarrès Garcia IV Sanxes III de Navarra, el de Nájera, en el qual donava a la seva esposa Estefania de Foix, mitjançant la carta d'arres, Bilibium cum Faro.
De 1063 és el primer document on se cita la presència de jueus a la vila. Pertany a una donació de Sanç IV de Navarra al bisbe d'Àlaba don Nuño, en la qual li lliurava l'hereteu del jueu Marlahim, situada en el terme del Viano.

## Administració
| Període      | Nom de l'alcalde/-essa                                        | Partit polític         | Data de possessió |
| ------------ | ------------------------------------------------------------- | ---------------------- | ----------------- |
| 1979 - 1983  | Francisco Mate Barrio (fins a 1980) / Miguel Rojas Castrillo  | Independent / PSOE     | 19/04/1979        |
| 1983 - 1987  | Miguel Rojas Castrillo                                        | PSOE                   | 28/05/1983        |
| 1987 - 1991  | Patricio Capellán Hervías                                     | Partit Popular         | 30/06/1987        |
| 1991 - 1995  | Patricio Capellán Hervías                                     | Partit Popular         | 15/06/1991        |
| 1995 - 1999  | Patricio Capellán Hervías                                     | Partit Popular         | 17/06/1995        |
| 1999 - 2003  | Patricio Capellán Hervías                                     | Partit Popular         | 03/07/1999        |
| 2003 - 2007  | Lydia Rojas Aguillo (fins a 2004) / Patricio Capellán Hervías | PSOE / Partido Popular | 14/06/2003        |
| 2007 - 2011  | Patricio Capellán Hervías                                     | Partit Popular         | 16/06/2007        |
| 2011 - 2015  | n/d                                                           | n/d                    | 11/06/2011        |
| 2015 - 2019  | n/d                                                           | n/d                    | 13/06/2015        |
| 2019 - 2023  | n/d                                                           | n/d                    | 15/06/2019        |
| Des del 2023 | n/d                                                           | n/d                    | 17/06/2023        |

## Persones il·lustres
- Manuel Bartolomé Cossío: (Haro 1857 - Collado Mediano 1935) Catedràtic historiador de l'Art.
- Lucrecia Arana: (Haro 23 de novembre de 1871 - Madrid 9 de març de 1927) cantant tiple-contralt. Cantant de sarsuela.
- Daniel Anguiano Munguito: (1882 - 1964) Sindicalista ferroviari creador del PCOE
- Ángel Martín Municio: (Haro 30 de novembre de 1923 - Madrid 23 de novembre de 2002) Científic. President de la Reial Acadèmia de Cièncias Exactes, Físiques i Naturals.
- Luis de La Fuente: futbolista i entrenador de futbol.
- Luis García Lecha: escriptor de novel·les populars.
- José María Tubía Rosales: (1914 - 17 d'octubre de 2006). Pintor que va rebre el Guardó de les Belles Arts el 1999.
- Leopoldo Martín i Elexpuru (1837-1900) músic militar i compositor.